# Козырев, Матвей Алексеевич
Матвей Алексеевич Козырев (6 августа 1852, село Крюково, Московский уезд, Московская губерния — 9 октября 1912, село Марьинка, Московская губерния) — русский писатель

 и поэт, входил в суриковский кружок.
В 10 лет был отдан в Москву в мальчики по торговле и занимался самообразованием.
Будучи мелким торговцем в табачной лавочке, познакомился с Иваном Суриковым, который торговал старым железом в соседней лавке.
В дальнейшем Козырев — автор многих стихов и рассказов из народного быта.
С 1899 года жил на хуторе близ деревни Благовское.
Скончался 9 октября 1912 года. Похоронен на кладбище села Троицкого-Лобанова.